# آلف مارتینسن
آلف مارتینسن (نروژی: Alf Martinsen; ۲۹ دسامبر ۱۹۱۱ – ۲۳ اوت ۱۹۸۸) بازیکن و مربی فوتبال اهل نروژ بود.
از باشگاه‌هایی که در آن بازی کرده‌است می‌توان به باشگاه فوتبال لیلستروم اشاره کرد.
وی همچنین در تیم ملی فوتبال نروژ بازی کرده‌است.